# Rue Paul-Belmondo
Pour les articles homonymes, voir Paul Belmondo et Belmondo.
La rue Paul-Belmondo est une voie située dans le quartier de Bercy du 12e arrondissement de Paris.

## Situation et accès
La rue Paul-Belmondo est accessible par les lignes de métro 6 à la station Bercy et 14 à la station Cour Saint-Émilion.

## Origine du nom
Elle tient son nom du sculpteur Paul Belmondo (1898-1982), qui est le père de l’acteur Jean-Paul Belmondo. 

## Historique
La voie est créée dans le cadre de l'aménagement de la ZAC de Bercy sous le nom provisoire de « voie BK/12 » et prend sa dénomination actuelle par arrêté municipal du 30 novembre 1992.

## Bâtiments remarquables et lieux de mémoire
La rue fait angle avec la Cinémathèque française et se situe à proximité du jardin Yitzhak-Rabin (parc de Bercy) auquel elle donne accès.
Au no 8 se trouve le siège du parti politique L'Après.